# Parafia św. Michała Archanioła w Brodowych Łąkach
Parafia pw. Świętego Michała Archanioła w Brodowych Łąkach – parafia rzymskokatolicka należąca do dekanatu Chorzele, diecezji łomżyńskiej, metropolii białostockiej. 

## Historia
W 1724 zanotowano istnienie na terenie parafii Zaręby drewnianej kaplicy filialnej pw. św. Michała Archanioła w Brodowych Łąkach. W co trzecią niedzielę miesiąca organizowano tu nabożeństwa. 23 września 1778 biskup płocki Michał Jerzy Poniatowski wydał w Pułtusku akt erygowania parafii Baranowo. Włączył do niej m.in. wieś Brodowe Łąki wraz z istniejącą tu kaplicą.
Według wizytacji biskupiej z 1818 Brodowe Łąki były filią parafii Baranowo. Skierowano tu ks. Józefa Lipkę. Według wizytacji dekanatu przasnyskiego z 1819 przy kaplicy był cmentarz.
Parafię Brodowe Łąki erygował w 1864 biskup płocki Wincenty Teofil Popiel. Objęła wsie: Kopaczyska, Zawady, Brodowe Łąki. Do parafii dołączono kolejne wsie: Błędowo, Guzowatkę, Ostrówek, Wolę Błędowską, Bandysie, a w 1912 Rawki, Skuze i Wierzchowiznę. Z czasem wieś Bandysie przeniesiono do parafii Myszyniec, a w 1891 do parafii Czarnia.
Papież Jan Paweł II bullą Totus Tuus Poloniae Populus z 25 marca 1992 przeniósł parafię Brodowe Łąki w dekanacie przasnyskim i diecezji płockiej do dekanatu chorzelskiego w diecezji łomżyńskiej.
W parafii są trzy odpusty: 29 września na św. Michała Archanioła – patrona parafii (odpust przekłada się na najbliższą niedzielę), 6 sierpnia na Przemienienie Pańskie oraz 14 lutego na św. Walentego.
Parafia jest prowadzona przez księży diecezjalnych.

## Zabudowania parafialne

### Kościół
Drewniany kościół pw. św. Michała Archanioła w Brodowych Łąkach został zbudowany w 1884. W czasie I wojny światowej kościół został częściowo zniszczony. Zginęły niektóre utensylia, zniszczono organy, a plebania i zabudowania kościelne zostały spalone. Kościół był remontowany etapami: w latach 1995–2000, 2006–2009 i 2013–2016. Kościół jest wpisany do rejestru zabytków (nr rej. A-625 z 29 września 1998).

### Dzwonnica
Zbudowana w 1884, podobnie jak kościół. Stoi przy północno-zachodnim narożniku ogrodzenia cmentarza przykościelnego. Jest dwukondygnacyjna, wolnostojąca, drewniana na podmurówce, oszalowana deskami. Pokrywa ją czterospadowy dach. Na wschodniej ścianie jednoskrzydłowe drzwi obite drewnianymi listwami. Kondygnacje oddziela daszek. W drugiej kondygnacji ściany przeprute prostokątnymi otworami. Na zwieńczeniu dzwonnicy umieszczono metalowy krzyż.
Dzwonnica jest wpisana do rejestru zabytków (nr rej. A-984 z 22 września 2010).

### Cmentarz grzebalny
Założony w II połowie XIX wieku, znajduje się na granicy wsi Brodowe Łąki, ok. 450 m od kościoła. Ma kształt regularnego czworoboku, a aleje wyznaczono w kształcie krzyża łacińskiego.

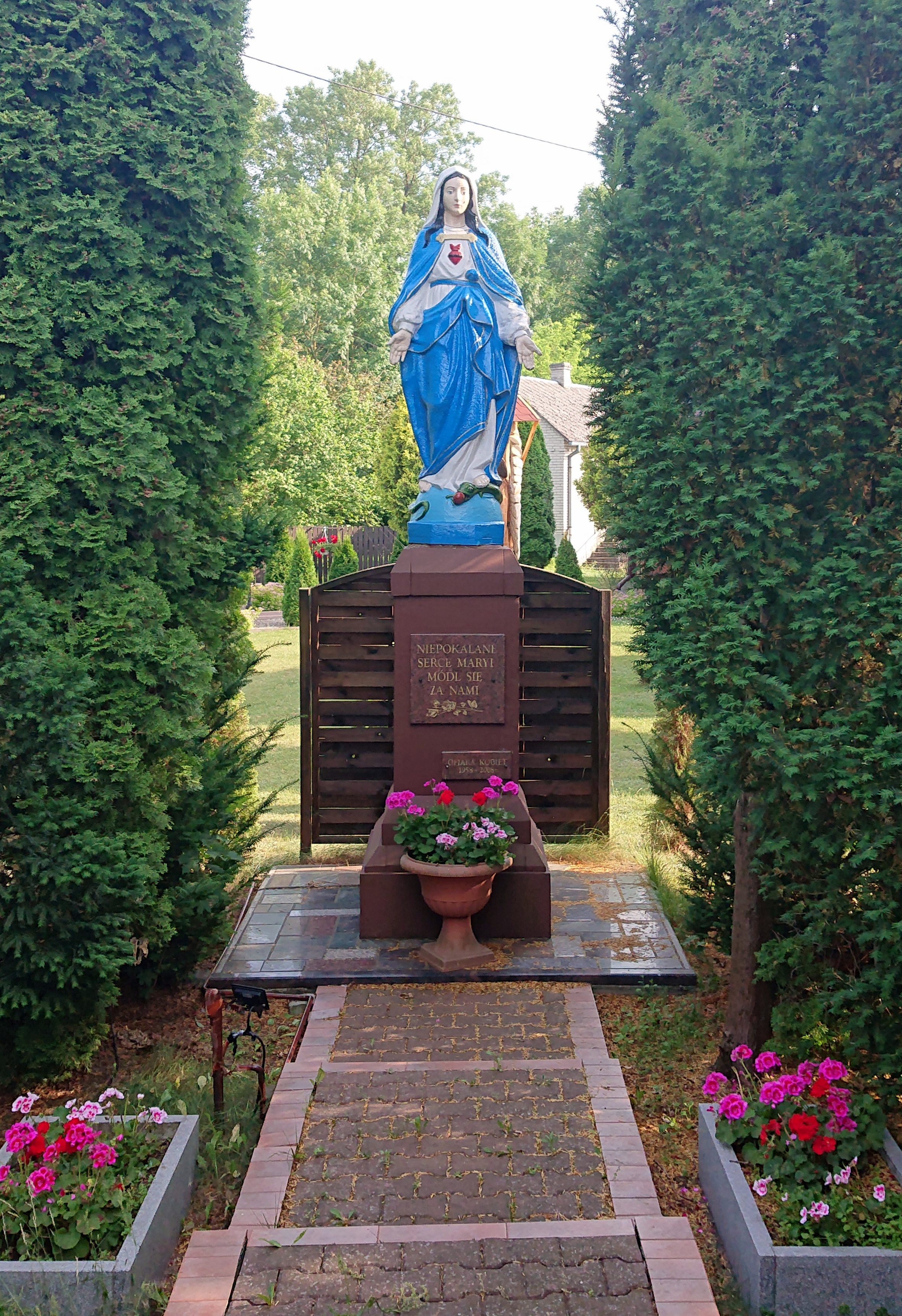
Figura Matki Bożej (1958)

### Plebania
Została zbudowana w 1914. Jest drewniana w konstrukcji ścian sumikowo-łętkowa, szalowana deskami, z krokwiowo-jętkową więźbą dachową. Plebania została zbudowana na planie prostokąta z gankiem na poprzecznej osi, ma dwutraktowy układ. Od południa i północy do budynku przylegają ganki, od zachodu sień. Budynek jest szerokofrontowy, parterowy, podpiwniczony, na podwalinie dębowej i fundamencie z kamienia polnego. Elewacja jest pięcioosiowa, szalowana deskami: do okien pionowo, powyżej poziomo. Ganek stoi na sześciu słupach, jest szalowany do wysokości okien, przykryty dwuspadowym dachem z szalowanym szczytem. Facjata oszalowana jest pionowo, między oknami poziomo. Szczyt trójkątny, łamany, szalowany prosto i na zakład, z jętką i stolcem. Ganek od północy jest wsparty na czterech słupach, na wysokości pionowego szalowania ogrodzony tralkami. Pokrywa go dwuspadowy dach z dekoracyjnym szczytem. W plebanii zamontowano dwuskrzydłowe trójdzielne okna (w części parterowej z okiennicami), a facjatach dwuskrzydłowe czterodzielne. Kubatura budynku to 900 m³, powierzchnia użytkowa – 150 m².

### Inne
Na terenie cmentarza przykościelnego stoi figura Matki Bożej z Niepokalanym Sercem z 1958. Jest identyczna jak figura z 1955 w Jednorożcu stojąca obok kościoła parafialnego.

## Zwyczaje
To jedyna parafia w Polsce, w których zachował się zwyczaj lepienia woskowych wot i obnoszenia ich wokół ołtarza w dniu odpustu parafialnego w Przemienienie Pańskie. Wota składano w intencji zdrowia i powodzenia w gospodarstwie. Na dziedzińcu kościelnym stawiano stragan, na którym można było wybrać woskowe figurki zgodnie z intencją (np. proszący o szczęście w hodowli bydła wybierał przedstawienie krowy). Przeważały figurki koni, krów, owiec oraz kur i kogutów. Brastewnemu (kościelnemu), który pilnował wotów, zostawiano drobną pieniężną ofiarę. Gdy zabrakło brastewnych, stół ze świecami i wotami przeniesiono do prezbiterium kościoła. Wierni samodzielnie wybierają wota z koszyka, zostawiają ofiarę, a następnie z wotami i zapaloną świecą obchodzą ołtarz. Powinno się to robić trzy razy (tak było dawniej), współcześnie jednak częściej obchodzi się ołtarz raz.
W 1958 Jacek Olędzki udokumentował zwyczaj w czarno-białym filmie Ofiara. W 2021 etnografowie Małgorzata Jaszczołt i Mariusz Raniszewski z Państwowego Muzeum Etnograficznego nakręcili film Ofiara wotywna. O potrzebie cudu w Brodowych Łąkach. Oba filmy zostały pokazane w Brodowych Łąkach 6 sierpnia 2022.
Od 2019 kultywowaniem zwyczaju zajmuje się Kurpiowskie Bractwo Bartne. Dzień przed odpustem organizowane są warsztaty lepienia woskowych wot. Od 2021 współorganizatorem warsztatów jest Fundacja Splot Pamięci z Ostrołęki.

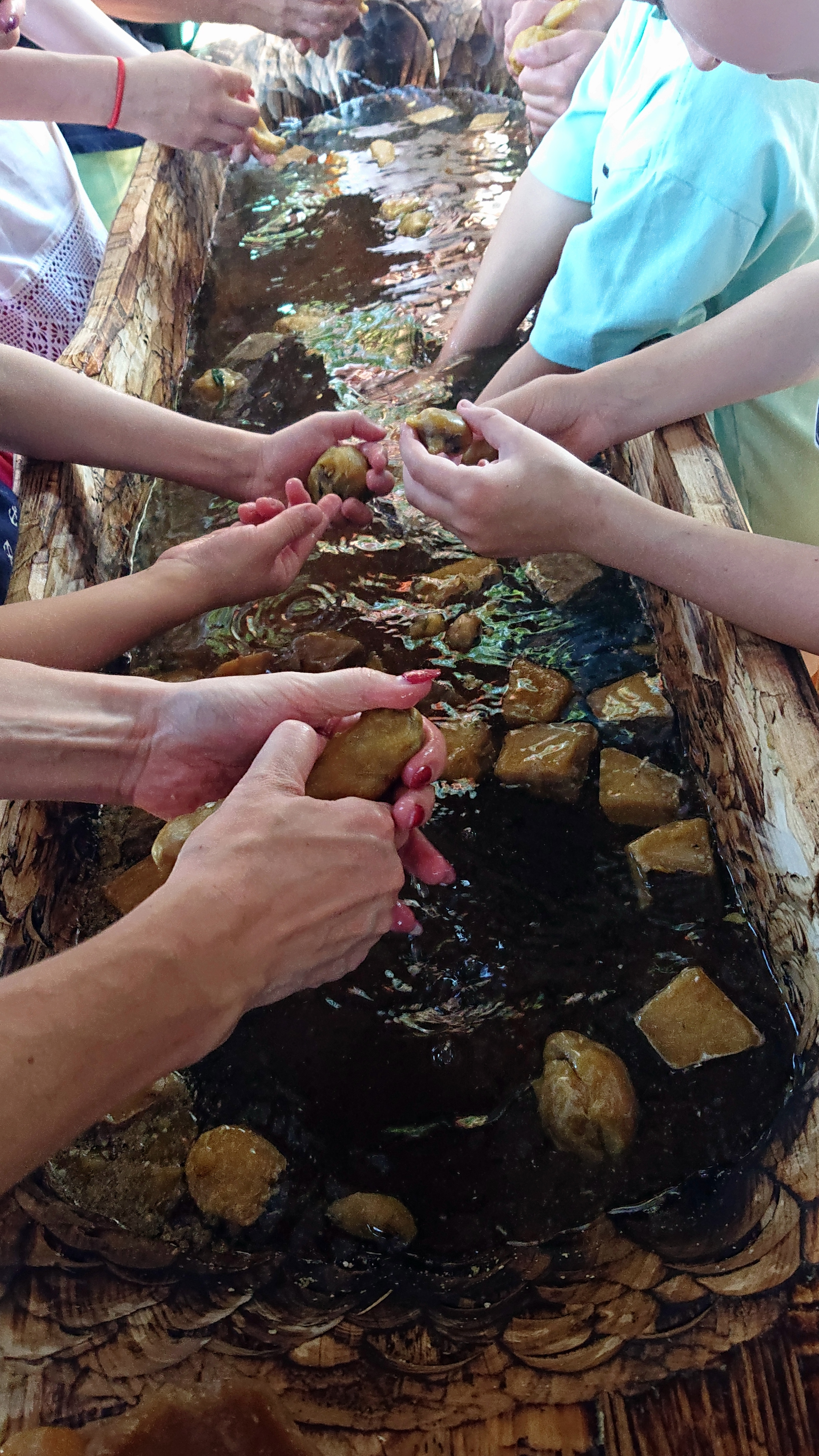
Warsztaty lepienia woskowych wot
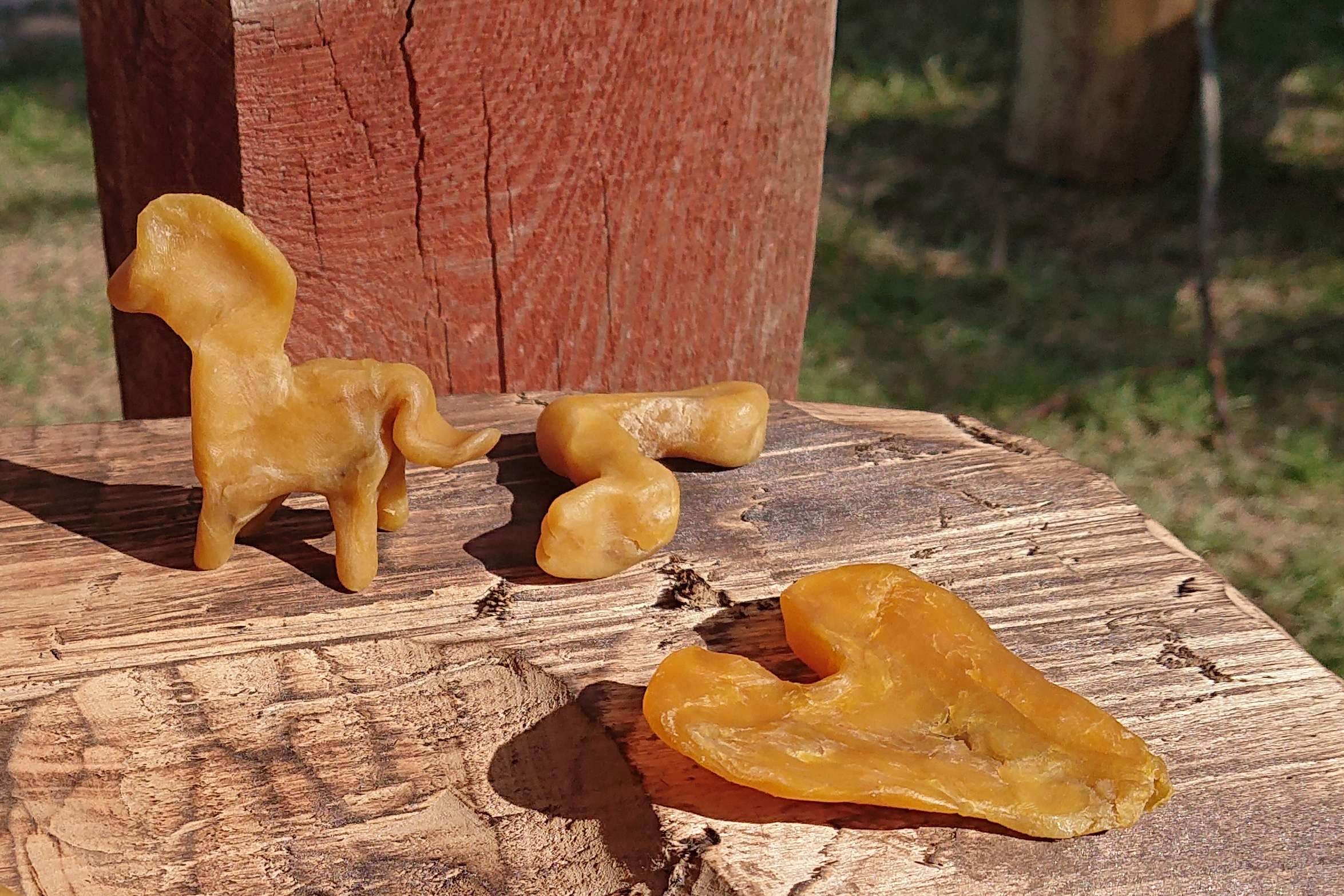
Woskowe wota wykonane na warsztatach: koń, noga, serce
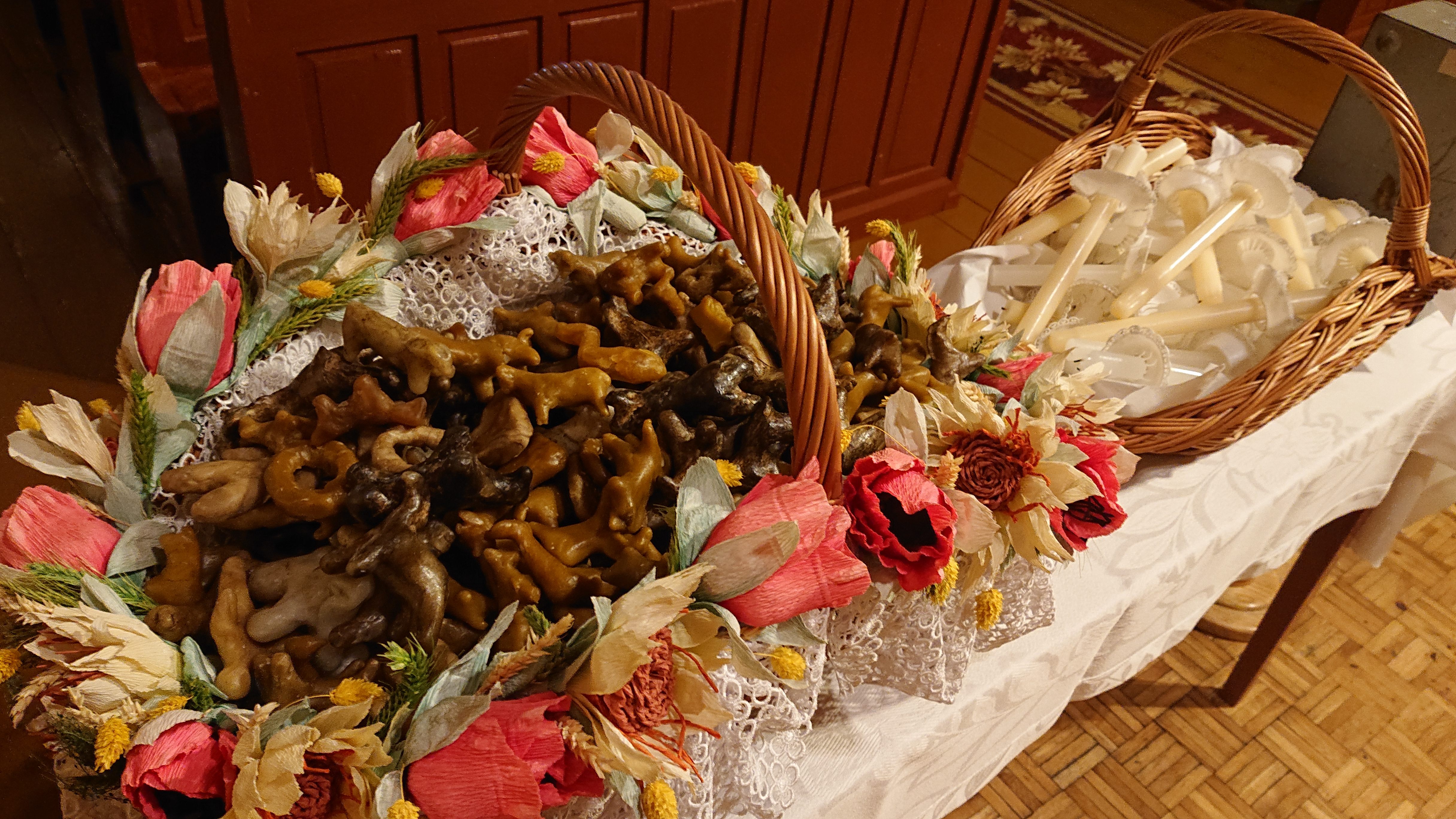
Wota i świece w dniu odpustu parafialnego
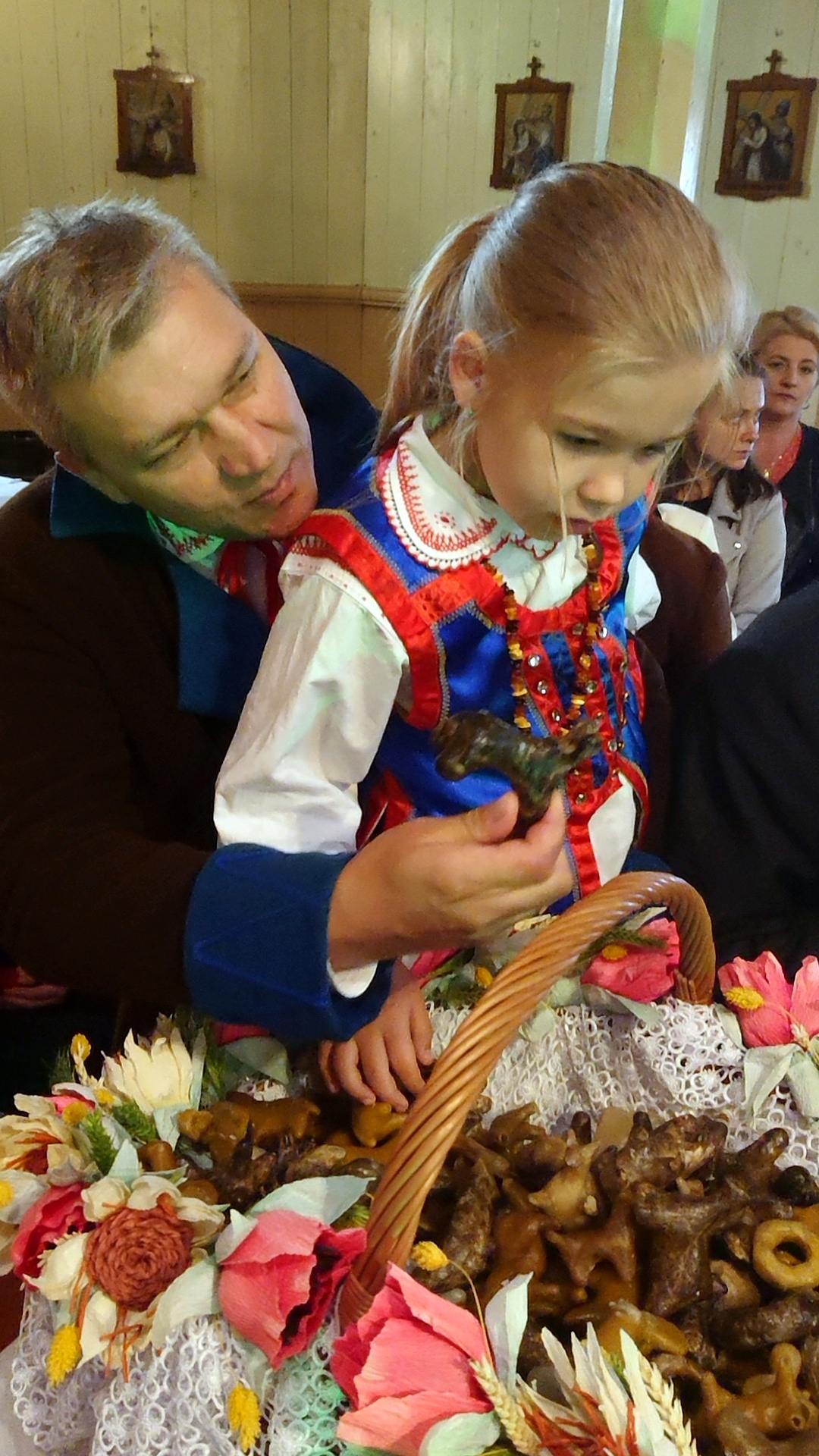
Wybór woskowych figurek
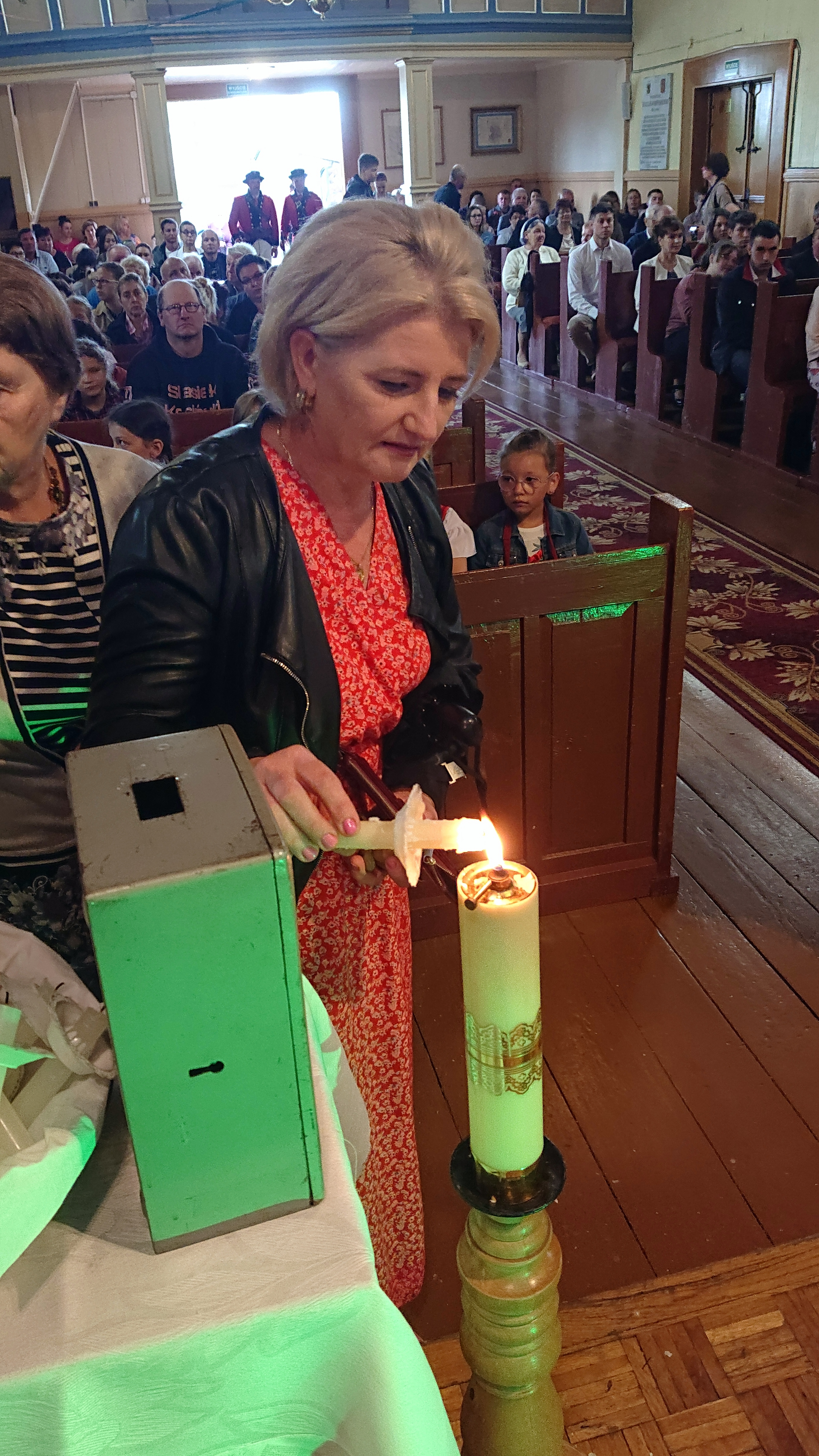
Zapalenie świecy
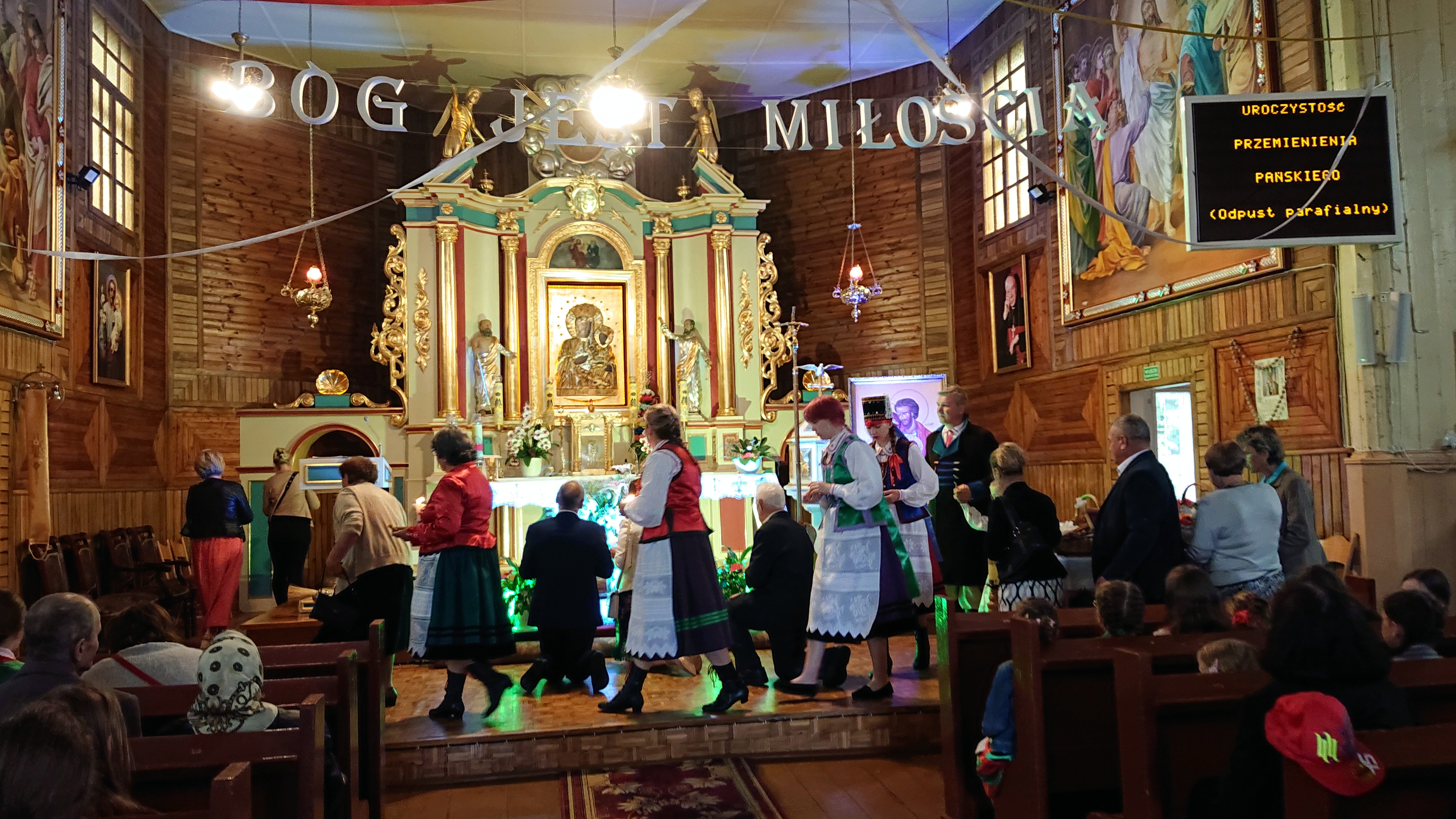
Obchodzenie ołtarza z woskowymi wotami

## Duchowieństwo

### Lista proboszczów
- ks. Stefan Pluciński (1905–1933)
- ks. Antoni Głowacki (1933–1945)
- ks. Władysław Ciechorski (1945–1947)
- ks. Ksawery Archutowski (1947–1951)
- ks. Adam Dygant (1951–1968)
- ks. Czesław Godlewski (1968–1982)[6]
- ks. Stanisław Drozd (1982–2000)[18]
- ks. Tadeusz Zalewski (2000–2006)[19]
- ks. Jerzy Ciak[8].

### Księża pochodzący z parafii
- o. Michał Stolarczyk CP (wyświęcony 1940)
- ks. Wiesław Pac (1993)[6]

- ks. Jan Stanisław Pieńkosz (1998)[6][20].